# Marc Armand Ruffer
Marc Armand Ruffer est un médecin bactériologiste né à Lyon le 29 août 1859 et mort le 15 avril 1917 au large de Salonique (Grèce), considéré comme le fondateur de la paléopathologie. Hygiéniste, il est aussi un important novateur en santé publique.

## Biographie

### Famille
Il est le fils du banquier Alphonse Charles Jacques Ruffer, devenu le premier baron de Ruffer, né à Genève, et d'Anne Caroline Prieger, née à Bad Kreuznach (Allemagne). 
En 1890, Marc Armand Ruffer épouse Alice Mary Greenfield, avec qui il aura 3 enfants.
Il est le grand-oncle de Jean Guiart, anthropologue et ethnologue français, spécialiste de la Mélanésie.

### Formation
Il fait ses études au Brasenose College (Oxford), à l'University College de Londres et à l'Institut Pasteur de Paris, où il travaille avec Louis Pasteur.

### Carrière

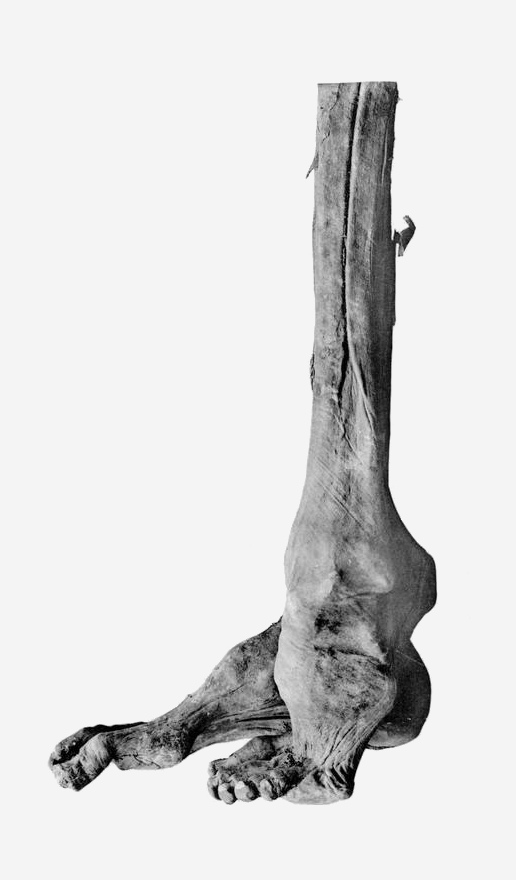
Jambe gauche de la momie du roi Siptah

À partir de 1891, il est le premier directeur de l'« Institut britannique de médecine préventive », devenu le « Lister Institute of Preventive Medicine ».
Dans le cadre d'une auto-expérience, il s'inocule du sérum anti-diphtérique et présente des atteintes du système nerveux ce qui l'oblige à renoncer à son poste.
Il décide alors de s'expatrier en Égypte pour améliorer sa santé. Peu de temps après son arrivée, en 1896, il est nommé professeur de bactériologie à la faculté de médecine de l'Université du Caire et directeur de l'Institut égyptien de bactériologie.
En 1909, il découvre des œufs de Schistosoma haematobium dans les reins de momies de la XXe dynastie prouvant ainsi la présence de bilharziose à cette période et fonde ainsi la paléopathologie,.
En 1910, en autopsiant la momie de Nesperenhep, prêtre d'Amon qui avait vécu en 1000 av. J.-C., il découvre un mal de Pott avec un abcès du psoas, démontrant ainsi que la tuberculose était présente dans l’Égypte antique.
Il tente d'élucider le problème de la volumineuse épouse du souverain de Pount gravée sur le temple de Deir el-Bahari sous le règne d'Hatchepsout. « J'admets », dit-il, « que jusqu'à présent je suis incapable de suggérer un diagnostic précis quelconque ».
Il s'intéresse aussi à la momie du roi Siptah et considère que son atrophie du pied est un pied varus équin ou pied bot congénital.

Il devient président du conseil égyptien pour l'hygiène et réussit à enrayer le choléra en Égypte.
Anobli en étant fait chevalier par la Couronne britannique en 1916, il travaille avec la commission qui s'occupe de la peste en Indes et, avec le déclenchement de la Première Guerre mondiale, devient la figure de proue de la Croix-Rouge égyptienne.
En 1917, il publie des résultats sur la polyarthrite rhumatoïde et la spondylarthrite dans l'Égypte ancienne.
La même année, lors d'un déplacement en Grèce en vue d'y améliorer l'assainissement, son bateau, le SS Arcadian (en), est torpillé au large de Salonique par le sous-marin allemand UC74 provoquant la mort de 279 personnes, dont 35 membres d'équipage.
Ses œuvres de paléopathologie sont publiées en 1921.